# Senchas Fagbála Caisil
"'Senchas Fagbála Caisil'" ("La storia del ritrovamento di Cashel") è un antico testo medievale che riporta, in due varianti, la leggenda sulla nascita del potere regale a Cashel, nell’odierna contea di Tipperary. Myles Dillon ha datato la prima variante (§§ 1-3) all’VIII secolo, mentre la seconda (§§ 4-8) potrebbe essere del X secolo. Il testo è conservato solo al Trinity College di Dublino, H.3.17: V, pp. 768–73. Il Lebor na Cert ("Libro dei diritti") riferisce brevemente la storia.

## Riassunto
- §§ 1-3. Duirdriu, porcaro del re di Éile, e Cuirirán, porcaro del re dei Múscraige, addormentatisi nella foresta di Cashel mentre sorvegliavano i maiali, ebbero una visione nella quale un angelo benediceva il primo sovrano di Cashel, Conall Corc mac Luigdech, e la discendenza degli Éoganacht, sovrani del Munster, suoi discendenti. Dopo aver narrato questa visione al suo re, Conall mac Nenta Con, Duirdriu ottenne la terra a Cashel e la vendette a Conall Corc. Questo sarebbe il motivo per il quale gli Uí Duirdrenn, discendenti di Duirdriu, avevano diritto a sette cumala di terreno dal re di Cashel.. Segue poi una lista di re da Conall Corc a Dub Lachtna (IX secolo) e i Dicta Cuirirán Muiceda, cioè "I detti di Cuirirán il porcaro".
- §§ 4-8. Quando una notte i due porcari rimasero a Clais Duirdrenn, nel nord di Cashel, ebbero una visione profetica dell'arrivo di San Patrizio in Irlanda. La notte seguente ebbero un’altra visione, stavolta di una magnifica festa e di un angelo che annunciava che la prima persona ad accendere un fuoco a Cashel avrebbe regnato sul Munster. Cuirirán raccontò la sua visione a Conall Corc, figlio del re del Munster, che si affrettò ad accendere un fuoco a Dún Cuirc, nel Cashel. Lì organizzò una festa sontuosa, la prima che si tenne a Cashel. Su richiesta di Corc, i porcari si recarono dai loro re per invitarli alla festa. A Fíad Duma (a Muiceda) Conall, re dell'Eile, ascoltò la storia di Druidriu [invece di Duirdriu], che fu confermata dai druidi del re nonostante il suo dispiacere. La terra apparteneva al suo regno e così Conall marciò verso sud fino a Cashel. Al suo arrivo Conall fu accolto alla festa e, su sua richiesta, Druidriu benedisse Corc e lo proclamò re del Munster, ragion per cui Corc ricompensò ampiamente il porcaro. Da quel momento gli Uí Druidrenn avrebbero proclamato ogni nuovo re di Cashel, ragion per cui avevano diritto a una ricompensa di sette cumala di terra. Inoltre la benedizione proteggerebbe i re di Cashel dalle morti violente a meno che non trascurassero avessero trascurato la verità e la giustizia (cfr: fír flathemon). Il testo prosegue affermando che questo avvenne sessant'anni prima del battesimo di Óengus mac Nad Froích, re del Munster, da parte di San Patrizio, e che Óengus impose il triennale "Tributo del battesimo di Patrizio" sugli uomini del Munster, che fu riscosso fino al regno di re Cormac.